# 伊犁路站
伊犁路站（前称古北路站），位于中华人民共和国上海市长宁区虹桥路与玛瑙路交叉口，是上海地铁10号线的地铁车站。于2010年4月10日启用。

## 车站结构

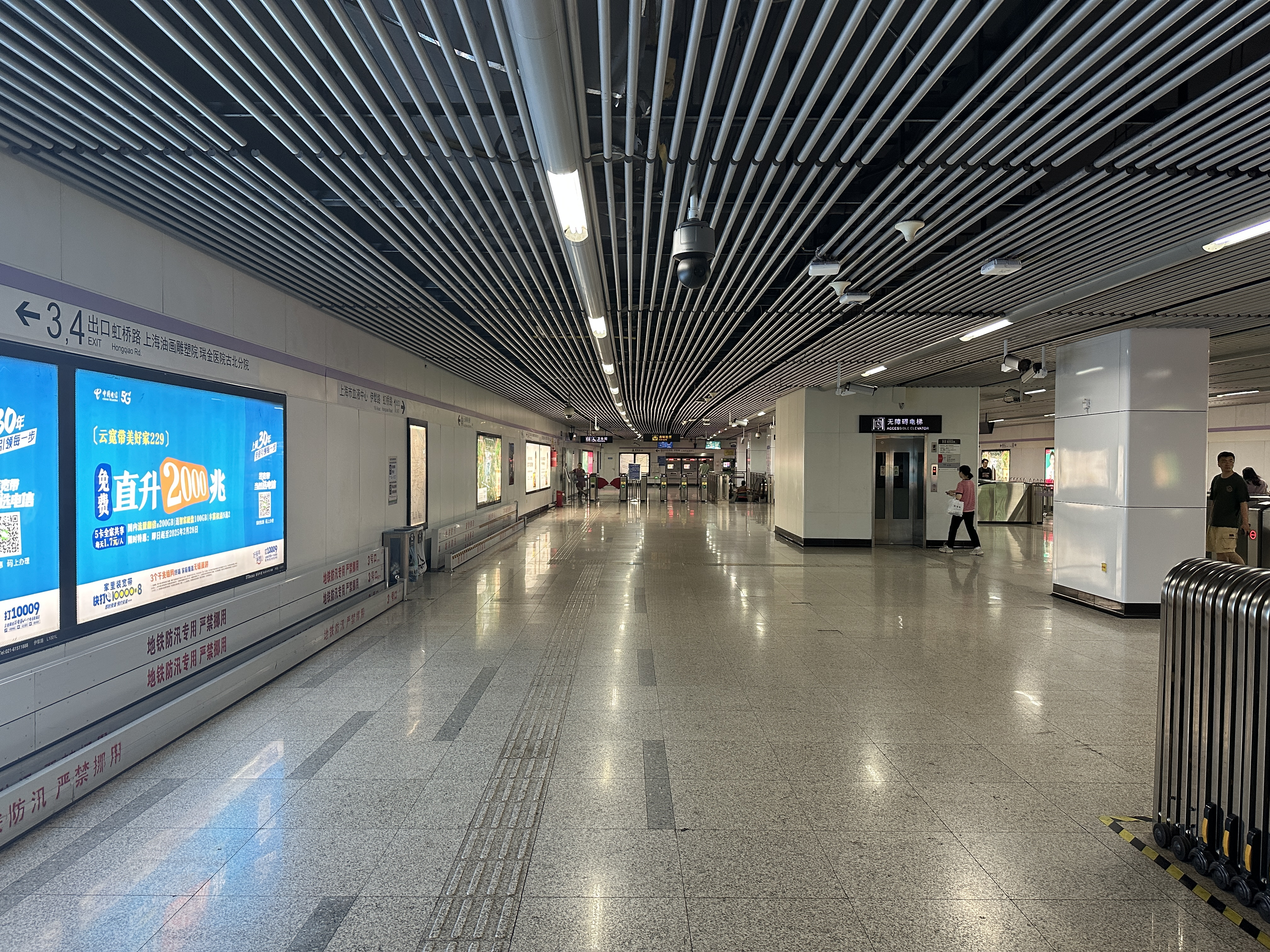
站厅

### 车站楼层
| 地面层   | 出入口             | 1、3-4出入口                            |  |  |
| 地下一层 | 站厅               | 票务服务、自动售票机、人工服务台        |  |  |
| 地下二层 | ①站台              | █ 10号线 往虹桥火车站或航中路（水城路） |  |  |
|          | 岛式站台，左侧开门 |                                         |  |  |
|          | ②站台              | █ 10号线 往基隆路（宋园路）             |  |  |

### 站台
伊犁路站站台位于车站地下二层。车站设有2个站台，共同使用一个岛式站台。其中一个供往基隆路方向列车使用，另一个供往虹桥火车站、龙溪路方向列车使用。

## 出口
伊犁路站目前开放3个出入口，各出入口如下所示：
| 出口编号            | 出口指示       | 照片 |
| ------------------- | -------------- | ---- |
| 1 · 出口            | 虹桥路，伊犁路 |      |
| 3 · 出口            | 虹桥路         |      |
| 4 · 出口 · （设有） | 虹桥路         |      |
| 图例： 设有         |                |      |

## 附近地标
- 古北新区
- 黄金城道步行街
- 虹桥开发区
- 新虹桥中心花园
- 古北国际财富中心
- 上海高岛屋
- 上海油画雕塑院
- 程十发美术馆
- 古北SOHO
- 古北湾大酒店
- 民航上海医院